# Monosomie 1p36
 Mise en garde médicale
La monosomie du chromosome 1 est une maladie congénitale, impliquée au niveau de la paire de base 36 à la suite d'une anomalie de la méiose.  Cette anomalie porte atteinte à l'intégrité et à la formation néonatale au stade embryonnaire (4-5 jours).